# Tuzie
Tuzie korábbi község Franciaországban, Charente megyében. Lakosainak száma 184 fő (2018. január 1.). Tuzie Charmé, Salles-de-Villefagnan, Villegats és Courcôme községekkel határos.
2019. január 1-jén Villegats korábbi községgel együtt Courcôme új község része lett.

## Népesség
A település népessége az elmúlt években az alábbi módon változott:
| Lakosok száma | 118  | 110  | 107  | 121  | 129  | 166  | 177  | 189  | 184  | 184  |
|               | 1968 | 1975 | 1982 | 1999 | 2006 | 2011 | 2013 | 2016 | 2017 | 2018 |